# Бенінказа
Бенінказа, восковий гарбуз (Benincasa) — монотипний рід однорічних витких трав'янистих рослин родини гарбузових. Представником цієї родини є восковий гарбуз (зимовий гарбуз).

## Будова
Бенінказа — однодомна роздільностатева рослина з пагонами довжиною 3 - 4 м. Її грановані стебла трохи товщі олівця. Листя у бенінкази лопатеві, серцеподібної форми. За розміром вони трохи менші, ніж у звичних видів гарбуза. Чоловічі і жіночі квітки воскового гарбуза (діаметром до 15 см) мають по 5 помаранчевих пелюсток. За формою плоди воскового гарбуза бувають округлі, довгасті і кулясті, вага може досягати 10 - 15 кг та вкриті восковим нальотом. Колір — зелений різних відтінків або блакитнувато-сірий, білий. 

## Поширення та середовище існування
Бенінказа походить із тропічної Азії та досить поширена у Китаї, Японії, Ірані, Індії і Африці.

## Практичне використання
М'якуш у дозрілих плодів білого кольору, соковита, солодкувата, з високим вмістом пектину. Недостиглі плоди використовують в кулінарії як кабачки — їх тушкують і смажать, консервують, готують рагу і супи, роблять цукати.
Бенінказа має виражені лікарські властивості. У Китаї плоди бенінкази широко використовують у народній медицині. Наприклад, їхній м'якуш рекомендується як сечогінний та жарознижувальний засіб. Внутрішній вміст плоду воскового гарбуза при прийомі всередину і зовнішньо діє як болезаспокійливе. Насіння використовується як заспокійливий і тонізуючий засіб.

## Галерея

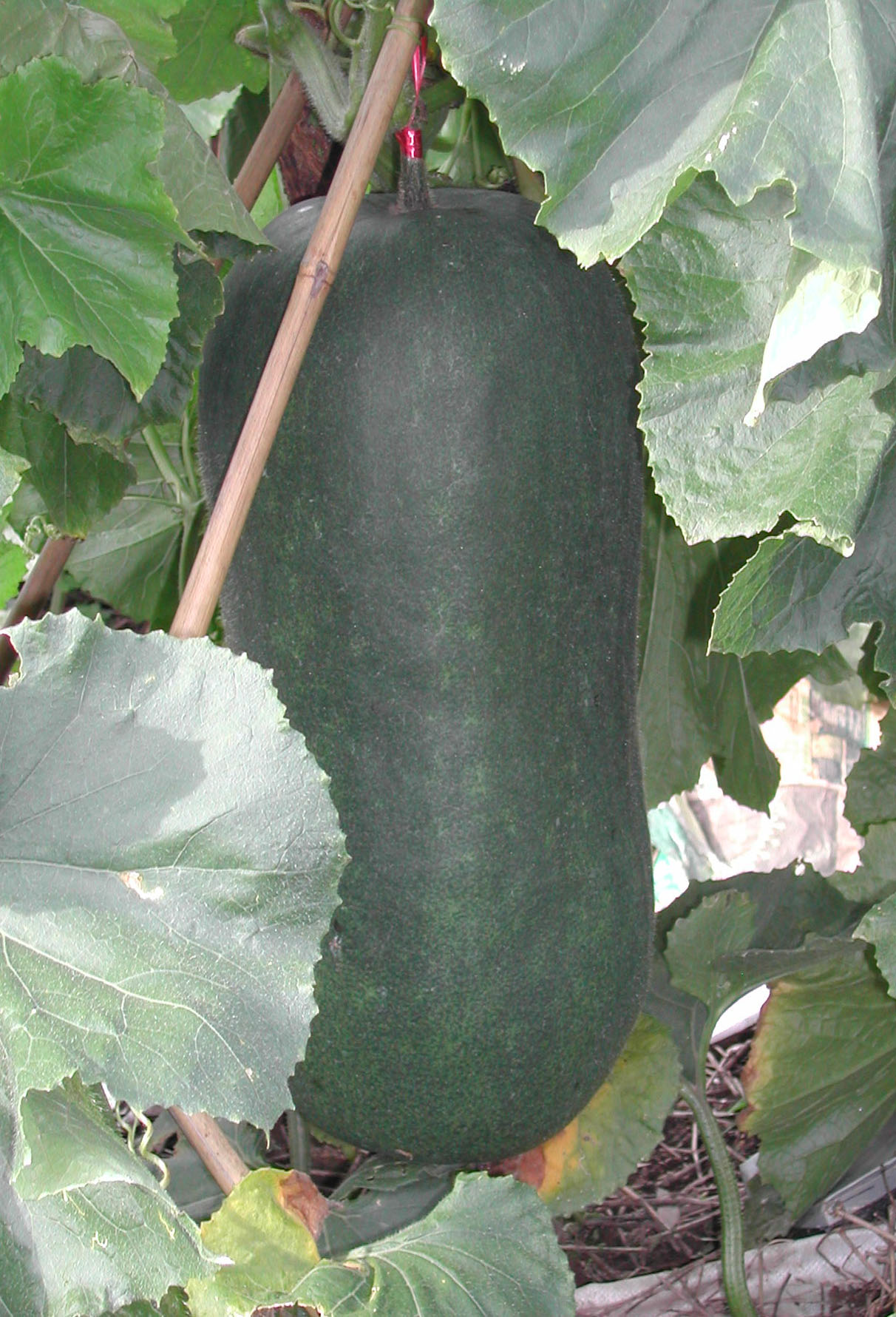
Плід
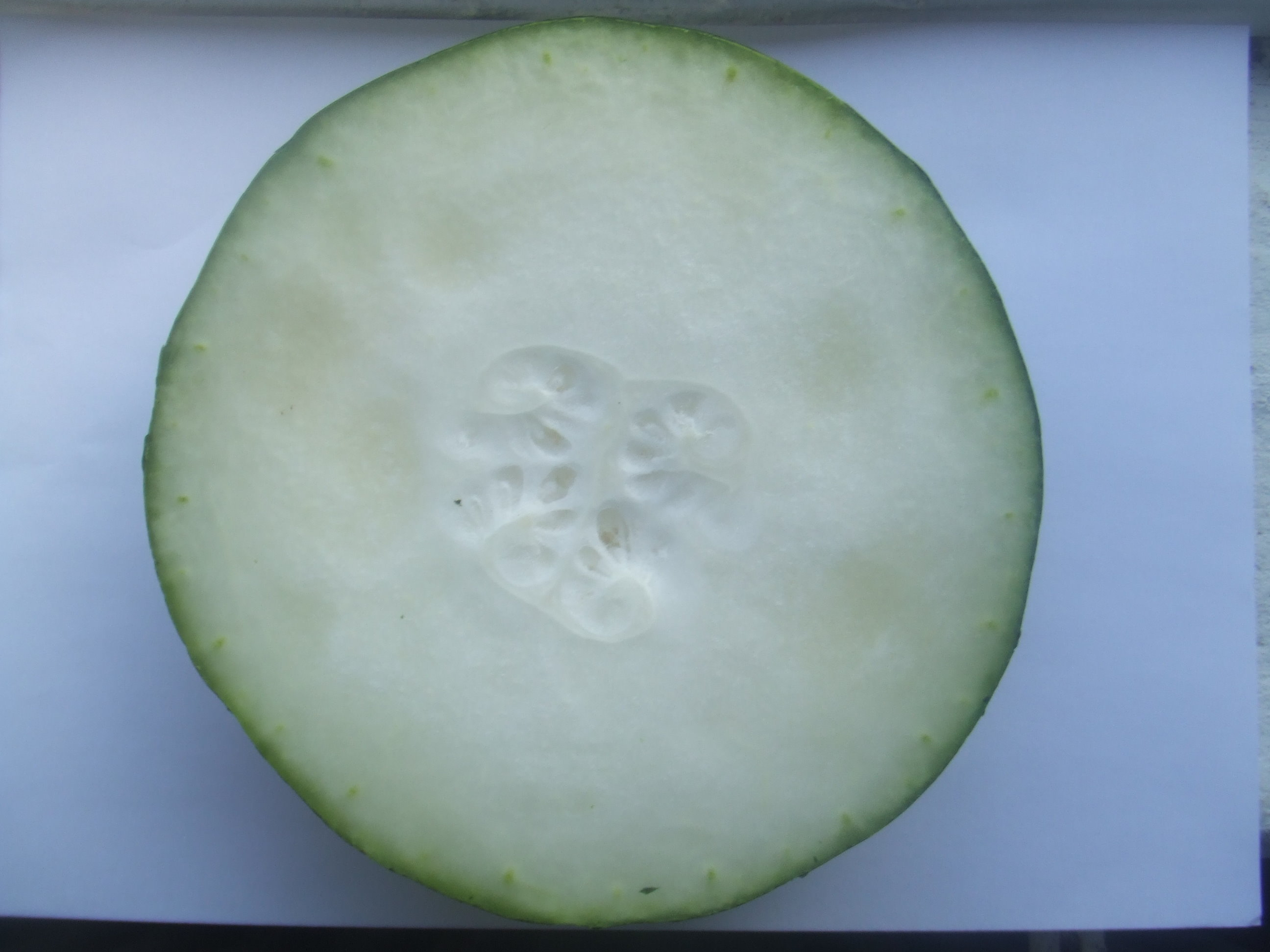
Розрізаний плід
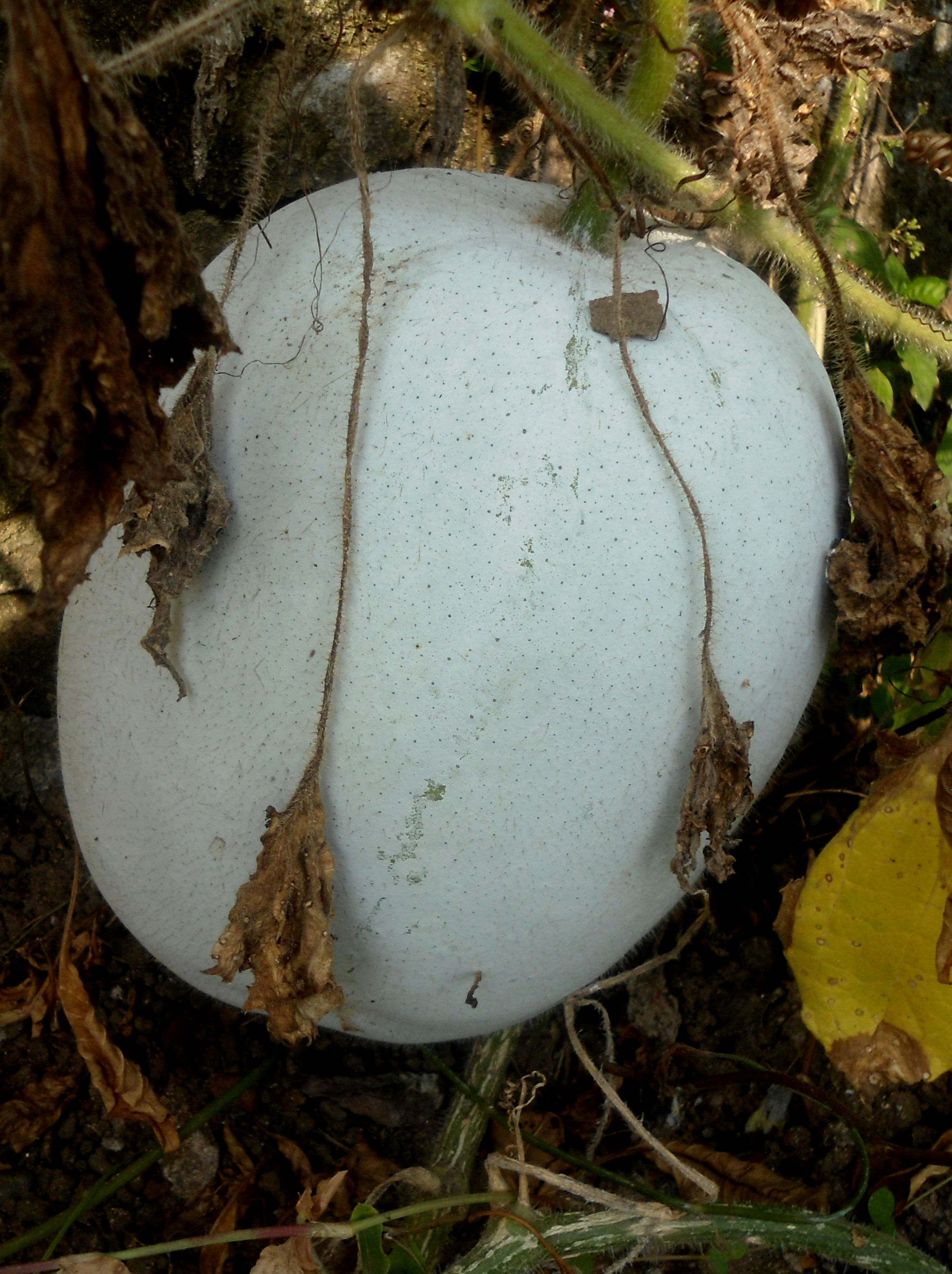
Плід
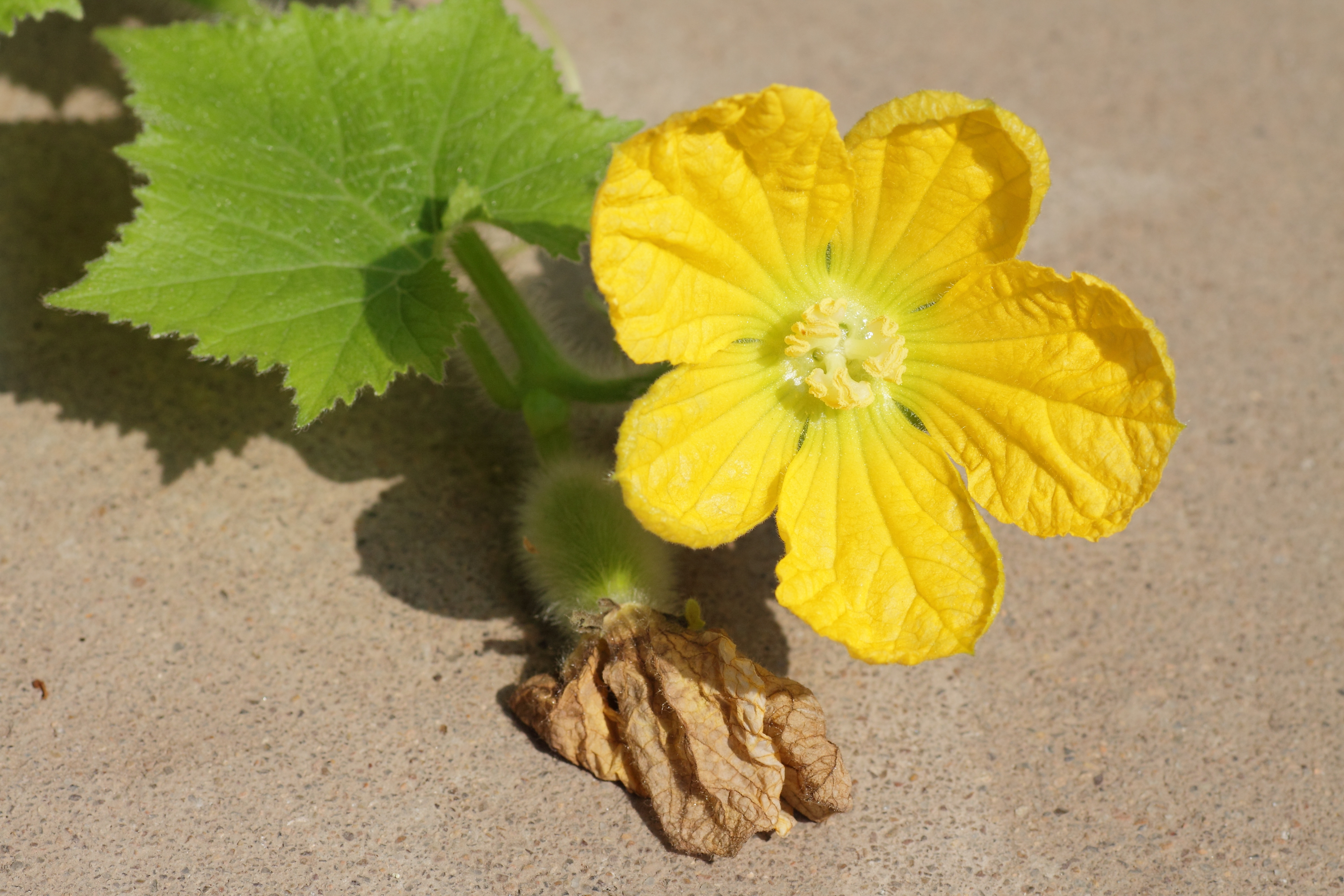
Квітка
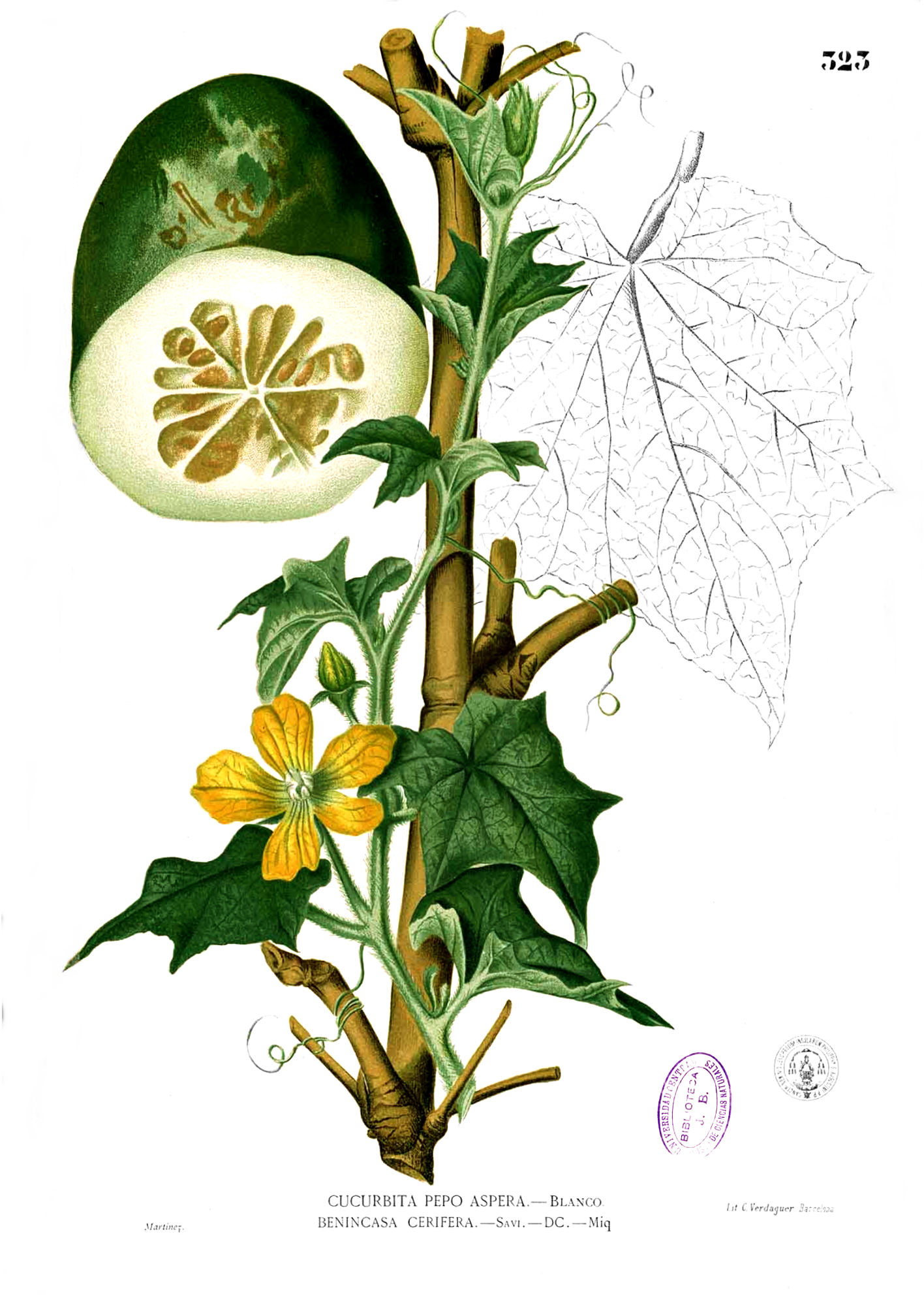
Ботанічна ілюстрація
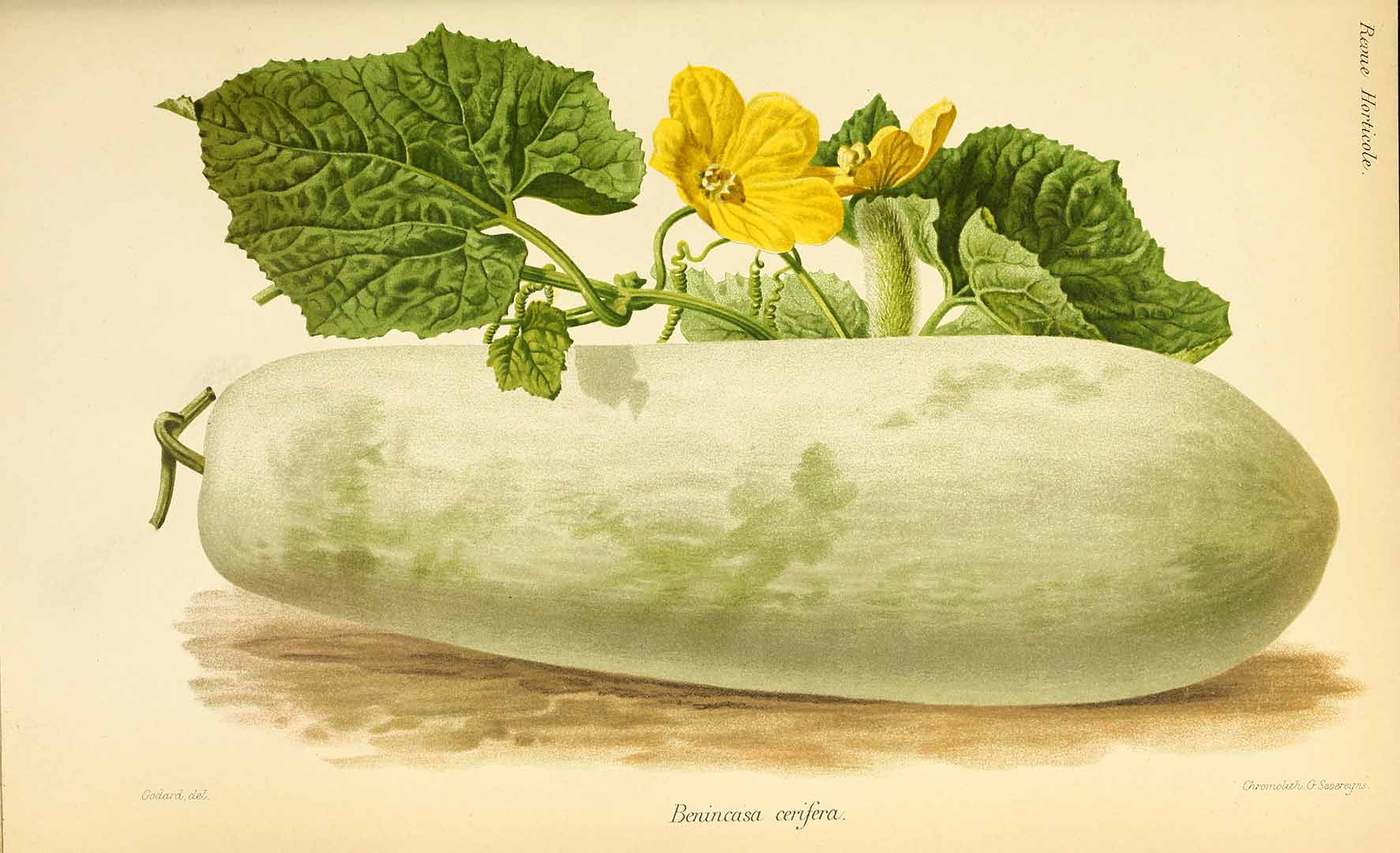
Ботанічна ілюстрація